# Die BlumentoPferde
Die BlumentoPferde ist eine deutschsprachige Punkband aus Torgau und Meißen, deren Mitglieder später nach Leipzig zogen.

## Geschichte
Die BlumentoPferde wurden im Frühjahr 2002 gegründet. Der Name ergibt sich aus einer anderen Aussprache des Wortes Blumentopferde. Das Datum des ersten Konzertes, welches am 15. Juni 2002 in Meißen stattfand, wurde von der Band oft als Gründungszeitpunkt genannt. Doch der erste gemeinsam geschriebene Song entstand bereits im Februar desselben Jahres.
Den ersten Auftritt absolvierte die Band noch unter dem Namen „Fehlstart“. Da es aber schon eine Band gab, die so hieß, entschieden sie sich kurzerhand für eine Umbenennung. Da man nun im Vornherein eine erneute Namensgleichheit zu einer anderen Musikgruppe auszuschließen versuchte, fiel die Wahl durch Anraten eines Freundes auf den Terminus „Die BlumentoPferde“. Anfangs spielte Clemens Rudert noch Bass, während Stephan Schreiter lediglich als Sänger fungierte. Erst nach und nach übernahm Stephan Schreiter den Bass und Clemens Rudert die Gitarre.
Nach ersten Demoaufnahmen und dem 2003 erschienenen Live-Album Von Anfang bis Ende ’ne gute Scheibe veröffentlichten die BlumentoPferde im Jahr 2005 ihr erstes Studioalbum Ein kleiner Sonnenschein. Nur ein Jahr später erschien über das Punklabel Nix-Gut Records ihr zweites Album Kassette Deluxe. Mit 220 Volt brachte die Band 2008 ihren dritten Tonträger heraus. Überdies sind die BlumentoPferde auf verschiedenen Samplern vertreten. Am 30. April 2015 erschien das vierte Album Helden der Provinz, dessen Titel sich selbstironisch auf die Herkunft der vier Mitglieder bezieht.
Seit der Bandgründung spielten die BlumentoPferde knapp 200 Konzerte und teilten die Bühne mit bundesweit bekannten Bands und Künstlern wie Die Lokalmatadore, The Wohlstandskinder, StaatsPunkrott, Mutabor, Itchy Poopzkid, Sondaschule, T. V. Smith, Kafkas, No Exit, Abwärts, Smoke Blow oder Joachim Deutschland. 2015 hatte die Band unter anderem einen Auftritt in der Sendung 6 Saiten und ein Verzerrer im ColoRadio Dresden, wovon ein Podcast existiert.

## Trivia
In einem der zwei Trailer zum 74-minütigen Trick-/Animationsfilm Die fette Made Trickparade (2009) sind mehrere Titel der BlumentoPferde zu hören. Im Film zu sehen sind Episoden von Schweinevogel, Ulkbär und Peschi & Poschi.
Das nicht ganz ernstzunehmende Bandmotto der BlumentoPferde in den Anfangsjahren lautete: „Ohne Proben ganz nach oben!“. Grund dafür war zum einen die Distanz zwischen Torgau und Meißen, die ein regelmäßiges Proben erschwerte; zum anderen lag es an dem Umstand, dass die Band erst nach drei Jahren und langer Suche ihren ersten eigenen Proberaum bezog.
Peter ist oder war neben die BlumentoPferde noch in den Bands StaatsPunkrott und zvo55 aktiv, während Stephan bei Gleichlaufschwankung als Gitarrist tätig ist. Falk spielt mittlerweile hauptsächlich Schlagzeug in der Band 100 Kilo Herz, in der auch Clemens bis Mai 2021 aktiv war.
Die BlumentoPferde pausieren seit 2019 auf unbestimmte Zeit.

## Diskografie

### Demos
- 2002: Nicht schön, aber selten

### Live-Alben
- 2003: Von Anfang bis Ende ’ne gute Scheibe (House Master)

### Alben
- 2005: Ein kleiner Sonnenschein (Ace-Records / WES2)
- 2006: Kassette Deluxe (Jag-M / Nix-Gut Records)
- 2008: 220 Volt (Coast Rock / Membran)
- 2015: Helden der Provinz (T.M.T.P. Records)

### EPs
- 2011: Split-CD (mit den Hardcorehippies; Coast Rock / Membran)
- 2011: Auf Vinyl
- 2019: Split-EP (mit 100 Kilo Herz)

## Videos
- 2005: Heulsuse
- 2007: Nicht nur du
- 2007: Für die Liebe
- 2007: Leih mir dein Ohr
- 2007: Nur ein Augenblick
- 2009: Nicht reden
- 2015: Nichts verpassen
- 2015: Beatsfreak Bob
- 2018: Rock am Kuhteich
- 2018: Schwarze Weihnacht
- 2019: Küssen verboten